# Atletisme als Jocs Olímpics d'Estiu de 1908 - 400 metres tanques masculins
Els 400 metres tanques masculins va ser una de les proves disputades durant els Jocs Olímpics de Londres de 1908. La prova es va disputar en tres dies, entre el 20 i el 22 de juliol i hi van prendre part 16 atletes de 8 nacions diferents. Durant la disputa de la competició es va superar el rècord olímpic en tres ocasions.
Els atletes havien de superar deu tanques, cadascuna de les quals tenia una alçada de peus (91,5 centímetres) d'altura i estaven situades cada 35 metres, estant la primera a 45 metres de la sortida.

## Medallistes
| Or                  | Plata               | Bronze              |
| Charles Bacon (USA) | Harry Hillman (USA) | Jimmy Tremeer (GBR) |

## Rècords
Aquests eren els rècords del món i olímpic que hi havia abans de la celebració dels Jocs Olímpics de 1908.
| Rècord del Món | 55.8 (*)  | Charles Bacon    | Filadèlfia (USA) | 6 de juliol de 1908  |
| Rècord Olímpic | 57.6 (**) | Walter Tewksbury | París (FRA)      | 15 de juliol de 1900 |

(*) No oficial
(**) La cursa es disputà en un estadi amb 500 metres de circumferència
Harry Hillman havia corregut en 53.0, però les tanques sols tenia 76 cm d'alçada.
En la primera ronda Charles Bacon establí un nou rècord olímpic amb un temps de 57.0 segons. En la segona ronda Harry Hillman millorà aquest temps i deixà el rècord olímpic en 56.4 segons. En la final Charles Bacon recuperà el rècord del món amb un temps de 55.0 segons. Aquest fou el primer rècord olímpic oficial en els 400 metres tanques.

## Resultats

### Primera ronda
Primera ronda, sèrie 1
Amb un sol participant, no va caldre que es disputés.
| Posició | Nom         | País          | Temps  |
| ------- | ----------- | ------------- | ------ |
| 1       | Evert Koops | Països Baixos | Lliura |

'Primera ronda, sèrie 2
Cursa igualada fins a la fi, amb Coe vencedor per un metre.
| Posició | Nom          | País         | Temps         |
| ------- | ------------ | ------------ | ------------- |
| 1       | Harry Coe    | Estats Units | 58.8 segons   |
| 2       | John Densham | Regne Unit   | (59.0 segons) |

Primera ronda, sèrie 3
Bacon guanya fàcilment, superant el rècord olímpic de Godfrey Shaw.
| Posició | Nom                   | País         | Temps          |
| ------- | --------------------- | ------------ | -------------- |
| 1       | Charles Bacon         | Estats Units | 57.0 segons OR |
| 2       | Henry St Aubyn Murray | Australàsia  | (59.8 segons)  |

Primera ronda, sèrie 4
Amb un sol participant, no va caldre que es disputés.
| Posició | Nom              | País       | Temps  |
| ------- | ---------------- | ---------- | ------ |
| 1       | Frederick Harmer | Regne Unit | Lliura |

Primera ronda, sèrie 5
Amb un sol participant, no va caldre que es disputés.
| Posició | Nom       | País       | Temps  |
| ------- | --------- | ---------- | ------ |
| 1       | G. Burton | Regne Unit | Lliura |

Primera ronda, sèrie 6
Dubois, lesionat, s'aturà a mitja cursa, deixant la victòria fàcil per a Hillman.
| Posició | Nom            | País         | Temps       |
| ------- | -------------- | ------------ | ----------- |
| 1       | Harry Hillman  | Estats Units | 59.2 segons |
| —       | Georges Dubois | França       | DNF         |

Primera ronda, sèrie 7
Amb un sol participant, no va caldre que es disputés.
| Posició | Nom              | País       | Temps  |
| ------- | ---------------- | ---------- | ------ |
| 1       | Oswald Groenings | Regne Unit | Lliura |

Primera ronda, sèrie 8
Amb un sol participant, no va caldre que es disputés.
| Posició | Nom         | País       | Temps  |
| ------- | ----------- | ---------- | ------ |
| 1       | Wyatt Gould | Regne Unit | Lliura |

Primera ronda, sèrie 9
Amb un sol participant, no va caldre que es disputés.
| Posició | Nom           | País    | Temps  |
| ------- | ------------- | ------- | ------ |
| 1       | Nándor Kovács | Hongria | Lliura |

Primera ronda, sèrie 10
Amb un sol participant, no va caldre que es disputés.
| Posició | Nom           | País       | Temps  |
| ------- | ------------- | ---------- | ------ |
| 1       | Jimmy Tremeer | Regne Unit | Lliura |

Primera ronda, sèrie 11
La sèries fou suspesa per manca de participants.
Primera ronda, sèrie 12
Junt a la tercera sèrie va ser l'única en què els dos participants finalitzaren la cursa. Burton guanyà per poc.
| Posició | Nom           | País       | Temps    |
| ------- | ------------- | ---------- | -------- |
| 1       | Leslie Burton | Regne Unit | 1:00.4   |
| 2       | Henri Meslot  | França     | (1:01.0) |

### Segona ronda
Segona ronda, sèrie 1
Koops abandona i Hillman guanya fàcilment amb un nou rècord olímpic, millorant el que Bacon havia fet el dia abans.
| Posició | Nom           | País          | Temps          |
| ------- | ------------- | ------------- | -------------- |
| 1       | Harry Hillman | Estats Units  | 56.4 segons OR |
| 2       | Harry Coe     | Estats Units  | (57.0 segons)  |
| —       | Evert Koops   | Països Baixos | DNF            |

Segona ronda, sèrie 2
Bacon comença molt ràpid i els altres atletes abandonen a mitja cursa.
| Posició | Nom              | País         | Temps       |
| ------- | ---------------- | ------------ | ----------- |
| 1       | Charles Bacon    | Estats Units | 58.8 segons |
| —       | Oswald Groenings | Regne Unit   | DNF         |
| —       | Nándor Kovács    | Hongria      | DNF         |

Segona ronda, sèrie 3
Burton guanya tot i que en els darrers metres Harmer se li acosta.
| Posició | Nom              | País       | Temps       |
| ------- | ---------------- | ---------- | ----------- |
| 1       | Leslie Burton    | Regne Unit | 59.8 segons |
| 2       | Frederick Harmer | Regne Unit | 1:00.3      |
| 3       | Wyatt Gould      | Regne Unit | Desconegut  |

Segona ronda, sèrie 4
Burton es retira i Tremeer guanyar sense esforçar-se.
| Posició | Nom           | País       | Temps  |
| ------- | ------------- | ---------- | ------ |
| 1       | Jimmy Tremeer | Regne Unit | 1:00.6 |
| —       | G. Burton     | Regne Unit | DNF    |

### Final
La final es disputà el dimecres 22 de juliol de 1908.
La cursa va estar dominada pels dos atletes estatunidencs. Bacon i Hillman van disputar una final molt renyida i finalment fou Bacon el vencedor per tan sols dues iardes. Ambdós superaren l'anterior rècord del món.
| Posició | Nom           | País         | Temps         |
| ------- | ------------- | ------------ | ------------- |
| 1       | Charles Bacon | Estats Units | 55.0 segonsWR |
| 2       | Harry Hillman | Estats Units | 55.3 segons   |
| 3       | Jimmy Tremeer | Regne Unit   | 57.0 segons   |
| 4       | Leslie Burton | Regne Unit   | 58.0 segons   |